# Zarhopalus putophilus
Zarhopalus putophilus är en stekelart som beskrevs av Bennett 1957. Zarhopalus putophilus ingår i släktet Zarhopalus och familjen sköldlussteklar. Inga underarter finns listade i Catalogue of Life.